# Atidzta
Atidzta (en georgiano: ათიძთა; en abjasio: Аҭыҡҭа; en ruso: Атыдзта) es una aldea que pertenece a la parcialmente reconocida República de Abjasia, parte del distrito de Gagra, aunque de iure pertenece al municipio de Gagra de la República Autónoma de Abjasia de Georgia.

## Geografía
Atidzta se encuentra en el margen derecho del río Bzipi, a 8 km del mar Negro y a 16 km de Gagra. Las aldea se administra desde el pueblo de Bzipi.

## Demografía
La evolución demográfica de Atidzta entre 1959 y 1989 fue la siguiente:
| 942                                                 | 1785 |
| (Fuente: Population of Abkhazia since Soviet times) |      |

Antes de la guerra de Abjasia, la mayoría de la población local eran abjasios y georgianos.